# Gabinete de Japón
El Gabinete (内閣 Naikaku?) es la rama ejecutiva del gobierno de Japón. Lo forman el primer ministro y hasta 14 Ministros de Estado. El primer ministro es designado por la Dieta y los demás miembros del Gabinete son designados y destituidos por el primer ministro. El Gabinete tiene responsabilidad colectiva ante la Dieta y debe dimitir si prospera una moción de censura en la Casa de Representantes.
El Gabinete de Japón, tal como existe hoy en día, fue establecido por la Constitución de Japón, que entró en vigor en 1947. También existía la fórmula de gabinete bajo la Constitución del Imperio Japonés o (Constitución Meiji) de 1889-1946. Este gabinete estaba subordinado al Emperador.

## Designación
Bajo la Constitución, los Ministros de Estado son elegidos tras la designación del primer ministro. El Gabinete, incluyendo al primer ministro, debe estar compuesto por una mayoría de miembros de la Dieta, aunque estos pueden ser miembros de cualquiera de las dos cámaras, y todos los miembros del Gabinete deben ser civiles. Según la Ley del Gabinete de 2001, el número de Ministros de Estado, excluyendo al primer ministro, no debe exceder de catorce, pero esta limitación puede aumentar a diecisiete si se produce una necesidad especial. En caso de que el Gabinete dimita de forma colectiva, sigue desempeñando sus funciones hasta la designación de un nuevo primer ministro. No se pueden tomar acciones legales contra un ministro de Estado en el ejercicio del cargo sin el consentimiento del primer ministro.
El Gabinete debe dimitir colectivamente en los siguientes supuestos:
- Cuando prospera una moción de censura o cuando no prospera una moción de confianza en la Casa de Representantes, a menos que se produzca una disolución de la Casa en un plazo de diez días.
- Ante la primera convocación de la Dieta tras unas elecciones generales para la Casa de los Representantes (aunque cada uno de los ministros vuelva a ser designado).
- Cuando el cargo de primer ministro queda vacante o el primer ministro anuncia su intención de dimitir.

## Poderes

Esta representación de flores de paulownia es un símbolo del primer ministro japonés y del Gabinete.

El Gabinete goza de dos clases de poderes. Algunos de ellos los ejerce el Emperador de forma nominal con el "consejo y aprobación" del Gabinete, mientras que otros los ejerce el Gabinete explícitamente. Al contrario de lo que ocurre en muchas monarquías constitucionales, en Japón el Emperador ni siquiera es el máximo cargo del Ejecutivo, sino que la Constitución indica explícitamente que el poder ejecutivo reside en el Gabinete.
En la práctica, gran parte de la autoridad del Gabinete recae en el primer ministro. Según la Constitución, ejerce "el control y la supervisión" del poder ejecutivo, y ninguna ley del Gabinete puede entrar en vigor sin su firma. Aunque los ministros del Gabinete en otros regímenes parlamentarios tienen en teoría cierta libertad de actuación (dentro de los límites de la responsabilidad colectiva), el Gabinete japonés es efectivamente una extensión de la autoridad del primer ministro.

### Poderes ejercidos a través del Emperador
- Convocación de la Dieta.
- Disolución de la Casa de Representantes.
- Proclamación de elecciones generales.
- Concesión de honores.

### Poderes explícitos
- Ejecución de la ley.
- Dirigir la política exterior.
- Conclusión de tratados (con el consentimiento de la Dieta).
- Administración del servicio civil.
- Elaboración del presupuesto (que debe ser aprobado por la Dieta).
- Adopción de órdenes de gabinete.
- Concesión de amnistía general, amnistía especial, conmutación de penas, indulto y restauración de derechos.
- Cada ley u orden de gabinete es firmada por el ministro correspondiente y refrendada por el primer ministro.
- Designación de los magistrados del Tribunal Supremo de Japón, con la excepción del Presidente del Tribunal Supremo, que es nombrado por el primer ministro y designado formalmente por el Emperador).
- Designación de viceministros (que son nombrados por el ministro ante el cual tendrán que responder).

## Composición actual
| Cargo | Titular | Titular            | En el cargo desde        |
| --- | ------- | ------------------ | ------------------------ |
| Primer ministro |         | Fumio Kishida      | 4 de octubre de 2021     |
| Ministro de Asuntos Internos y Comunicaciones |         | Yasushi Kaneko     | 4 de octubre de 2021     |
| Ministro de Justicia |         | Yoshihisa Furukawa | 4 de octubre de 2021     |
| Ministro de Asuntos Exteriores |         | Yoshimasa Hayashi  | 10 de noviembre de 2021  |
| Ministro de Finanzas Ministro de Estado de Servicios Financieros Ministro encargado para la Superación de la Deflación |         | Shun'ichi Suzuki   | 4 de octubre de 2021     |
| Ministro de Educación, Cultura, Deporte, Ciencia y Tecnología Ministro encargado de Reconstrucción de la Educación |         | Shinsuke Suematsu  | 4 de octubre de 2021     |
| Ministro de Agricultura, Silvicultura y Pesca |         | Genjiro Kaneko     | 4 de octubre de 2021     |
| Ministro de Sanidad, Trabajo y Bienestar |         | Shigeyuki Goto     | 4 de octubre de 2021     |
| Ministro de Economía, Comercio e Industria Ministro a cargo de la Competitividad Industrial Ministro de Cooperación Económica con Rusia Ministro a cargo de la Respuesta al Impacto Económico causado por el Accidente Nuclear Ministro de Estado de la Corporación de Compensación de Daños Nucleares y Facilitación del Desmantelamiento                                                                                |         | Koichi Hagiuda     | 4 de octubre de 2021     |
| Ministro de Tierra, Infraestructura, Transporte y Turismo Ministro encargado de la Política del Ciclo del Agua |         | Tetsuo Saito       | 4 de octubre de 2021     |
| Ministro de Medio Ambiente Ministro de Estado de Preparación para Emergencias Nucleares |         | Tsuyoshi Yamaguchi | 4 de octubre de 2021     |
| Ministro de Defensa |         | Nobuo Kishi        | 16 de septiembre de 2020 |
| Secretario jefe del gabinete Ministro a cargo de mitigar el impacto de las fuerzas estadounidenses en Okinawa Ministro a cargo de la cuestión de los secuestros |         | Hirokazu Matsuno   | 4 de octubre de 2021     |
| Ministro de Transformación Digital Ministro encargado de Reforma Administrativa Ministro de Estado de Reforma Regulatoria |         | Karen Makishima    | 4 de octubre de 2021     |
| Ministro de Reconstrucción Ministro a cargo de la Coordinación Integral de Políticas para la Reactivación del Accidente Nuclear de Fukushima Ministro de Estado para Asuntos de Okinawa y Territorios del Norte |         | Kosaburo Nishime   | 4 de octubre de 2021     |
| Presidente de la Comisión Nacional de Seguridad Pública Ministro a cargo de la Construcción de la Resiliencia Nacional Ministro a cargo de Asuntos Territoriales Ministro a cargo de Reforma del Servicio Civil Ministro de Estado para la Gestión de Desastres y Política Oceánica |         | Satoshi Ninoyu     | 4 de octubre de 2021     |
| Ministra de Estado de Revitalización Regional Ministra de Estado de Medidas para Disminuir la Tasa de Natalidad Ministra de Estado de Igualdad de Género Ministra a cargo de Empoderamiento de la Mujer Ministra a cargo de Políticas relacionadas con la Infancia Ministro a cargo de Medidas de Soledad y Aislamiento                                                                                                   |         | Seiko Noda         | 4 de octubre de 2021     |
| Ministro a cargo de Revitalización Económica Ministro a cargo del Nuevo Capitalismo Ministro a cargo de Medidas para la Enfermedad del Nuevo Coronavirus y Gestión de Crisis de Salud Ministro a cargo de Reforma de la Seguridad Social Ministro de Estado de Política Económica y Fiscal |         | Daishiro Yamagiwa  | 4 de octubre de 2021     |
| Ministro a cargo de Seguridad Económica Ministro de Estado de Política Científica y Tecnológica Ministro de Estado de Política Espacial |         | Takayuki Kobayashi | 4 de octubre de 2021     |
| Ministro de los Juegos Olímpicos y Paralímpicos de Tokio Ministro encargado de promover las vacunas |         | Noriko Horiuchi    | 4 de octubre de 2021     |
| Ministro de la Exposición Universal de 2025 Ministro a cargo de Digital Garden City Nation Vision Ministro a cargo de Sociedad Cohesiva Ministro a cargo de superar el declive de la población y revitalizar la economía local Ministro de Estado para Asuntos del Consumidor y Seguridad Alimentaria Ministro de Estado para la estrategia " Cool Japan " Ministro de Estado para la Estrategia de Propiedad Intelectual |         | Kenji Wakamiya     | 4 de octubre de 2021     |